# Feel the Beat
Feel the Beat è un singolo del gruppo musicale statunitense Black Eyed Peas e del cantante colombiano Maluma, pubblicato il 17 luglio 2020 come quarto estratto dall'ottavo album in studio dei Black Eyed Peas Translation.

## Descrizione
Si tratta della seconda traccia dell'album ed è caratterizzato da un campionamento del singolo Can You Feel the Beat dei Lisa Lisa and Cult Jam e dei Full Force.

## Video musicale
Il video musicale è stato pubblicato il 18 giugno 2020 attraverso il canale YouTube del gruppo.

## Tracce
Testi e musiche di William Adams, Yonatan Goldstein, Allan Pineda, Jimmy Luis Gomez, Juan Luis Londoño Arias, High L Clarke, Paul Anthony Thomas, Curtis T. Bedeau, Gerard R. Charles, Brian P. George e Lucien J. George.
1. Feel the Beat – 3:57

## Formazione
Gruppo
- will.i.am – voce
- apl.de.ap – voce
- Taboo – voce

Altri musicisti
- Maluma – voce

Produzione
- will.i.am – produzione esecutiva, direzione artistica, registrazione, ingegneria del suono, produzione
- Eddie Axley – direzione artistica, design logo, grafica
- Cody Atcher – design logo, grafica
- Po Shapo Wang – grafica
- Ernest Weber – grafica
- Pasha Shapiro – grafica
- Nabil Elderkin – fotografia
- Dylan "3D" Dresdow – registrazione, ingegneria del suono, missaggio, mastering, tracker
- Johnny Goldstein – coproduzione
- Mucky – coproduzione

## Classifiche
| Classifica (2020) | Posizione massima |
| ----------------- | ----------------- |
| Argentina         | 99                |
| Belgio (Vallonia) | 67                |
| Croazia           | 99                |
| Spagna            | 94                |
| Svizzera          | 74                |